# Orientia tsutsugamushi
Orientia tsutsugamushi (del japonés tsutsuga "enfermedad" y mushi "insecto") es el agente causal de la fiebre de los matorrales o de la fiebre de los campistas, siendo vectores y reservorio probablemente ácaros del género Leptotrombidium).
Es un parásito intracelular obligado, es decir que necesita infectar a una célula eucariota para multiplicarse. Es una bacteria gram negativa, aunque no se tiñe bien con la tinción de Gram, prefiriéndose la tinción de Giménez. Hay muchos serotipos descritos:  Karp ( aproximadamente el 50% de todas las infecciones), Gilliam (25%), Kato (menos del 10%), y Kawasaki, pero existe una enorme variabilidad, con ocho serotipos documentados en Malasia, y otros muchos aún notificándose.  La infección con un serotipo no confiere inmunidad frente a otros serotipos (no hay inmunidad cruzada).

## Microbiología
La bacteria fue en principio categorizada en el género Rickettsia, pero actualmente está clasificada en un género aparte, Orientia, en el cual es la única especie.
Mide 0.5 µm de ancho and 1.2 a 3.0 µm de largo. Es muy virulento y sólo puede ser manipulado en laboratorios con nivel de seguridad 3.

## Terapia antimicrobiana
O. tsutsugamushi es sensible in vitro a doxiciclina, rifampicina y azitromicina.  Es resistente de forma innata a todos los antibióticos betalactámicos (por ejemplo, penicilina) porque carece de pared celular de peptidoglucano. Aminoglucósidos (por ejemplo, gentamicina) son también inefectivos, puesto que se trata de un parásito intracelular, y los aminoglucósidos no actúan dentro de la célula.

## Sintomatología
- La picadura del ácaro transmisor deja una marca negra del tamaño de una quemadura de cigarro
- Fiebre
- Manchas en el cuerpo,
- Escalofríos,
- Sudor abundante,
- Dolor de cabeza y cuerpo.

## Precauciones
Se recomienda no atravesar setos o matorrales o manipular restos de matorrales en manga o pantalón corto o a pie descalzo, se sugiere el uso de prendas de vestir completas del cuerpo y manipular ramas o leñas con guantes y uso de camisas con manga larga.

## Distribución
Se han reportado casos en Chile: Isla de Chiloé y Región de los Lagos.